# Michele Rallo
Michele Rallo (n. 5 septembrie 1946 Trapani, Sicilia) este un istoric italian al fascismului european și în special românesc. 
Este ales pentru prima dată în 1994 deputat în parlamentul italian, și a fost parlamentar până în 2001, din partea partidului "Alianța Națională".

## Traduceri
- România în perioada revoluțiilor naționale din Europa. 1919-1945, SeMpre, București, 1993
- România în perioada revoluțiilor naționale din Europa. Mișcarea Legionară, SeMpre, București, 1999
- Albania si Kosovo, de la proclamarea independentzei la instaura rea comunismului, SeMpre, București, 2004